# Vieira elegans
Espèce
Synonymes
- Chrysopa elegans (Guérin-Méneville, [1844])[1]
- Nodita elegans (Guérin-Méneville, [1844])[1]
- Berchmansus elegans (Guérin-Méneville, [1844])[1]
- Hemerobius elegans Guérin-Méneville, [1844][1]

Vieira elegans est une espèce d'insectes de l'ordre des névroptères, de la famille des Chrysopidae, de la sous-famille des Chrysopinae et de la tribu des Leucochrysini. Elle est trouvée en Amérique centrale et en Amérique du Sud (Costa Rica(?), Guyana, Suriname, Brésil, Pérou) et aux Antilles (Trinité-et-Tobago).